# Виктория Саксен-Кобург-Заальфельдская
Мари́я Луи́за Викто́рия Са́ксен-Ко́бург-Заальфе́льдская, герцогиня Ке́нтская и Страте́рнская, в первом браке княгиня Лейнинге́нская (нем. Victoria von Sachsen-Coburg-Saalfeld; 17 августа 1786, Кобург — 16 марта 1861, Фрогмор-хаус) — принцесса Саксен-Кобург-Заальфельдская, мать королевы Великобритании Виктории. Своему зятю, супругу её дочери Виктории Альберту Саксен-Кобург-Готскому, сыну Эрнста Саксен-Кобург-Готского, она приходилась тёткой.

## Биография
Принцесса Мария Луиза Виктория родилась в Кобурге 17 августа 1786 года в семье герцога Франца Саксен-Кобург-Заальфельдского (1750—1806) и его супруги Августы Рёйсс-Эберсдорфской (1757—1831). Семья герцога была многодетной. Родным братом Виктории был принц Леопольд, который в 1816 году женился на английской принцессе Шарлотте, предполагаемой наследнице престола, но та умерла при родах в 1817 году. В 1831 году Леопольд был избран королём Бельгии. В годы Наполеоновских войн герцог Франц открыл свой дом для немецких беженцев, среди которых оказался и князь Карл Лейнингенский. В 17 лет 21 декабря 1803 года Виктория вышла за него замуж, родив в браке сына и дочь. В 1806 году отец Виктории умер практически в нищете. В 1814 году князь Лейнингенский умер, сделав Викторию регентшей при малолетнем сыне. В том же году она получила первое предложение выйти замуж за герцога Кентского, но отказалась, сославшись на заботу о детях и управление княжеством.

### Второй брак
После смерти в 1817 году принцессы Шарлотты Августы Уэльской остро встал вопрос выживания Ганноверской династии. Король Георг III имел несколько сыновей, но ни у одного из них не было законных наследников. По этой причине британские принцы стали искать себе невест в Германии. Эдварду Августу, герцогу Кентскому были предложены две кандидатуры — принцесса Баденская и принцесса Саксен-Кобург-Заальфредская. Герцог выбрал последнюю, сделав предложение Виктории во второй раз и она его приняла. 11 июля 1818 года состоялась свадьба Виктории и Эдуарда Августа.

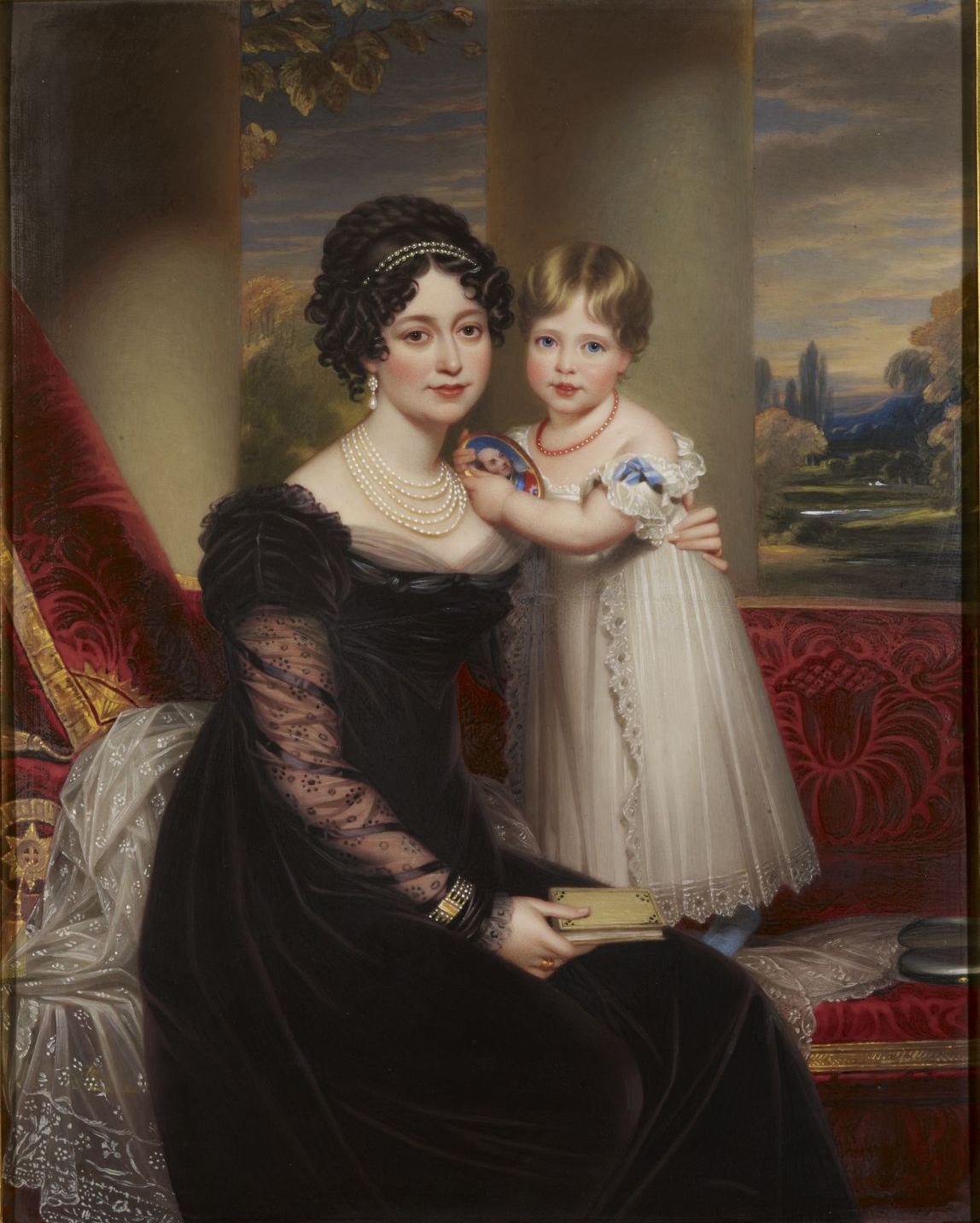
Герцогиня Кентская с дочерью Викторией, ок. 1824—25

Супруги путешествовали по Бельгии и Германии, где герцог принимал парады и инспектировал казармы. Герцог и герцогиня Кентские осели в Аморбахе, где жили в небольшой усадьбе. Вскоре Виктория забеременела, и Эдуард Август решил, что ребёнок, который в будущем может занять британский престол, должен родиться на территории Великобритании. Вместе с женой, её дочерью Феодорой и слугами, герцог и герцогиня через Германию и Францию добрались до Лондона, где 24 мая 1819 года Виктория родила дочь — Александрину Викторию.
23 января 1820 года герцог Кентский умер от последствий воспаления лёгких, оставив своей жене большое количество долгов. Ежегодный доход герцогини составлял 6000 фунтов стерлингов. Все хлопоты по воспитанию младшей дочери легли на её плечи. Позднее Викторию связывали длительные отношения с Джоном Конроем, который за счёт матери будущей королевы стремился добиться власти и влияния. От этой связи пострадали отношения между матерью и дочерью, которые часто даже не разговаривали.

### Дети
- Карл Фридрих Вильгельм (12.09.1804—13.11.1856) — наследовал отцу как 3-й князь Лейнингенский; был женат на графине Марии фон Клебелсберг (27.03.1806—28.10.1880), от которой имел двух сыновей;
- Анна Феодора Августа Шарлотта Вильгельмина (07.12.1807—23.09.1872) — в 1828 году вышла замуж за князя Эрнста I Гогенлоэ-Лангенбургского (07.05.1794—12.04.1860); имела шестерых детей.
- Александрина-Виктория (Королева Великобритании Виктория) (24.05.1819—22.01.1901) — королева Великобритании (20 июня 1837 — 22 января 1901). Сочеталась браком с Альбертом Саксен-Кобург-Готским, имела девятерых детей. Ее сын Эдуард VII стал родоначальником династии Виндзоров.

## Титулы и генеалогия

### Титулы
- 17 августа 1786 — 21 декабря 1803: Её Светлейшее Высочество принцесса Саксен-Кобург-Заальфельдская, герцогиня Саксонская
- 21 декабря 1803 — 9 января 1807: Её Светлейшее Высочество наследная княгиня Лейнингенская
- 29 января 1807 — 4 июля 1814: Её Светлейшее Высочество княгиня Лейнингенская
- 4 июля 1814 — 29 мая 1818: Её Светлейшее Высочество вдовствующая княгиня Лейнингенская
- 29 мая 1818 — 23 января 1820: Её Королевское Высочество герцогиня Кентская и Стратернская
- 23 января 1820 — 16 марта 1861: Её Королевское Высочество вдовствующая герцогиня Кентская и Стратернская